# ريتشارد سافاج (شاعر)
ريتشارد سافاج (بالإنجليزية: Richard Savage) (1697 – 1 أغسطس 1743) شاعر إنجليزي ذاع صيته بفعل سيرته الشخصية التي ألفها صمويل جونسون بعد وفاته بعام واحد بعنوان حياة سافاج، والتي نُشرت باسم مجهول في عام 1744، واستوحى منها صمويل جونسون كتابة عمله الشهير؛ حياة أبرز الشعراء الإنجليز.

## حياته

### بداية حياته
يحتوي كتاب حياة سافاج بقلم صمويل جونسون على كل ما نعرفه عن بداية حياة ريتشارد سافاج، ولكن ما ذُكر في هذا الكتاب ليس كله جديرًا بالثقة، إذ أن جونسون نفسه لم يتكبد عناء التحقيق في ماضي سافاج تحقيقًا وافيًا. اعتمد جونسون في كتاباته على الكتب والأوراق والمجلات التي عثر عليها الناشر إدوارد كيف في أرشيفات ذا جينتلمانز ماغازين.
في عام 1698، طلق تشالرز جيرارد زوجته آن بريت، دوقة ماكسفيلد، وابنة سير ريتشارد ماسون. وسرعان ما تزوجت آن بالعقيد هنري بريت عقب طلاقها. أنجبت دوقة ماكسفيلد طفلين من ريتشارد سافاج، إيرل ريفرز الرابع، ووُلد الطفل الثاني في فوكس كورت، هولبورن، في 16 يناير 1697، وعُمّد بعد مولده بيومين في كنيسة سانت أندرو في هولبورن، وسُمي ريتشارد سميث. وبعدها بستة أشهر ترك الوالدان طفلهما مع الممرضة آن بورتلوك في كوفنت غاردن. ولا نعلم شيئًا آخر عن هذا الطفل على وجه اليقين، إلا أن سافاج زعم لاحقًا أنه كان هو هذا الطفل، وقال أنه نشأ تحت رعاية جدته السيدة ماسون التي أدخلته إلى مدرسة بالقرب من كاتدرائية سانت ألبانز، وبالقرب من منزل عرابته، السيدة لويد. قال سافاج أن أمه كانت عدوانية تجاهه بلا هوادة، وكذلك كانت السيدة بريت التي منعت عنه 6000 جنيه إسترليني من السيد ريفرز، وحاولت خطفه والرحيل به إلى الهند الغربية، وجعلته يعمل صبيًا لدى إسكافي في هولبورن. زعم سافاج أنه اكتشف هويته الحقيقية في عام 1714 بعد قراءة بعض خطابات السيدة لويد. يُعود تاريخ أول وثيقة مُسجلة يُذكر فيها اسمه إلى عام 1715 عندما كشف سافاج عن هويته قائلًا: «السيد سافاج، ابن إيرل ريفرز الأخير»، وذلك عندما قُبض عليه بتهمة حيازة منشور سياسي ممنوع. ظل سافاج يدعو نفسه بهذا الاسم وأفصح عن المزيد من تفاصيل نسبه في كتاب جايلز جاكوب، السجل الشعري.

### بداية مسيرته العملية
كان أول أعمال سافاج قصيدة ساخرة عن الأسقف بينجامين هودلي بعنوان النداء أو معركة المناشير (1717)، وحاول سافاج بعدها أن يطمسها. استوحى سافاج عمله التالي من الإسبان، وكتب مسرحية كوميدية بعنوان الحب في ستار (عُرضت عام 1718، وطُبعت في عام 1719)، وأضحى بفضلها صديقًا لسير ريتشارد ستيل الذي أصبح أول راعٍ لأعماله، وصديقًا للممثل روبرت ويلكس أيضًا. ولكن سرعان ما نشب الخلاف بينه وبين سير ستيل. وفي عام 1723، أدى سافاج الدور الرئيسي في مسرحيته المأساوية، سير توماس أوفربري (1724)، دون جدوى، ولكنها جلبت له قدرًا كبيرًا من الشهرة السيئة.
ذاع صيت سافاج في عدة أوساط أدبية، وظهر بعدها متنكرًا بعض الشيء في رواية إيليزا هايوود، ذكريات جزيرة معينة متاخمة لمملكة يوتوبيا (1725). وتزعم الشائعات أن هايوود، ممثلة ومؤلفة روايات ناجحة كانت أعمالها مدعاة للفضائح في كثير من الأحيان، أقامت علاقة غرامية مع سافاج الذي أنه أنجب منها طفلًا على حد زعم الشائعات. شارك سافاج بصورة نشطة في أعمال هايوود في العصر الذي ازدهر فيه فن السخرية والتهكم، وأشاد بها في عدة أعمال مثل قصيدته التمهيدية لرواية هايوود، الحب الزائد. نشب الخلاف بينهما لاحقًا، وسخر منها سافاج بألفاظ لاذعة في كتابيه: كُتاب المدينة (1725)، وكاتب لا بد من تركه (1730)، واصفًا إياها بأنها «امرأة منبوذة لا تجيد سوى كتابة الفضائح في الرواية الرومانسية». سخر ألكساندر بوب هو الآخر منها واصفًا إياها بـ«عاهرة أدبية» في قصيدته الروائية الساخرة، ذا دانسياد، التي ساعده سافاج على كتابتها بنمائمه التافهة عن حمقى شارع غراب الذين صورهم بوب في عمله الساخر.